# Orsan
Orsan ist eine französische Gemeinde mit 1197 Einwohnern (Stand 1. Januar 2022) im Département Gard der Region Okzitanien.

## Geografie
Orsan liegt fünf Kilometer südöstlich von Bagnols-sur-Cèze.
Die Nachbargemeinden von Orsan sind Chusclan im Nordosten, Codolet im Südosten, Laudun-l’Ardoise im Süden und Bagnols-sur-Cèze im Westen.

## Geschichte
Mehrere Objekte aus der Römerzeit wurden entdeckt, darunter ein Grabstein. 
1384 gehörte Orsan zum Bistum Uzès. Die Gemeinde hatte zu dieser Zeit etwa dreißig Einwohner. Das Dorf war auch vom Tuchineraufstand betroffen. 1383 verwüsteten die aufständischen Bauern, die sich gegen die Bischöfe von Uzès richteten, den Ort Laudun. Besonders die Gegend um Bagnols-sur-Cèze und Pont-Saint-Esprit war von dem Aufstand betroffen. Zu Beginn des 16. Jahrhunderts wurde Pierre de Cambis, ein Ritter, dessen Familie ursprünglich aus Florenz stammte, Herrscher über das Dorf. Vor 1568 hatte sich Orsan im Rahmen der Hugenottenkriege auf die Seite der Protestanten gestellt. Der Vicomte von Joyeuse sorgte im März 1568 für eine Rückkehr des Dorfes auf die Seite der Katholiken. Seit dem 17. Jahrhundert war Orsan Teil eines qualitativ hochwertigen Weinanbaugebiets. 1661 wurde die Kirchengemeinde mit einer Kirchengemeinde von Bagnols-sur-Cèze zusammengelegt. 1696 wurde ein Kataster von der Gemeinde erstellt. 1721, als die Pest in Alès wütete, wurden in Orsan Hygienemaßnahmen eingeführt. Am 29. November 1795 forderten die Bewohner von Orsan die Aufteilung des öffentlichen Eigentums, was am 5. Dezember 1800 geschah. Am 22. September 1798 und 1799 wurde in den Gemeinden des Kantons Roquemaure, zu dem Orsan damals gehörte, der Tag der Republik gefeiert. Am 5. Mai 1816 wurde der neue Friedhof eingeweiht. 1833 entstand ein Lavoir. Am 9. April 1855 wurde die neue Glocke der alten Kirche geweiht. 1863 beschloss man den Bau einer neuen Kirche. Der Bau wurde 1868 abgeschlossen. 
Im 19. Jahrhundert lebten im Ort 450 Menschen. Alle Bewohner waren katholischen Glaubens. Im späten 19. Jahrhundert gab es einige Kohleminen, die aber aufgrund der schlechten Qualität der Kohle bald wieder aufgegeben wurden. Außerdem wurde während des 19. Jahrhunderts in Orsan Krapp angebaut.

### Bevölkerungsentwicklung
| Jahr      | 1962 | 1968 | 1975 | 1982 | 1990 | 1999 | 2009 | 2017 |
| Einwohner | 514  | 720  | 847  | 968  | 961  | 1014 | 1094 | 1145 |